# Дант

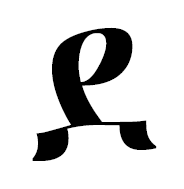

Дант (амх. ድንት) — дев'ятнадцята літера ефіопської абетки, позначає дзвінкий ясенний проривний звук /d/.
- ደ — де
- ዱ — ду
- ዲ  — ді
- ዳ  — да
- ዴ  — де
- ድ  — ди (д)
- ዶ  — до